# Dynamite (песня Тайо Круса)
«Dynamite» — четвёртый сингл британского исполнителя Тайо Круса из его второго студийного альбома Rokstarr (2009).
В Великобритании песня была выпущена как сингл из сборника The Rokstarr Collection. 30 мая 2010 года она была выпущена на радио США и Канады как второй сингл, а в Европе — как четвёртый.
«Dynamite» стал вторым синглом Круса, занявшим 1-е место в чартах UK Singles Chart и Canadian Hot 100. Также он достиг верхних позиций в чартах Бельгии, Ирландии, Австралии и Новой Зеландии. Песня достигла 2-го места в US Billboard Hot 100, и по состоянию на январь 2012 года было продано свыше 5,7 миллионов копий в США и Канаде, сделав её второй по количеству проданных копий среди песен британских исполнителей в цифровую эпоху.
Песня была использована в фильме Бунт ушастых и в игре Just Dance 3.

## Список композиций
- UK CD single[1] and Digital download[2]

1. «Dynamite» (Original Mix)- 3:24
2. «Dynamite» (Ralphi Rosario Club Remix) — 8:03
3. «Dynamite» (Mixin Marc Club Remix) — 5:34
4. «Dynamite» (Stonebridge Club Remix) — 7:20

- German CD single[3]

1. «Dynamite» — 3:24
2. «Dynamite» (Mixin Marc Radio Mix) — 3:34

## Чарты и сертификаты
| Чарт (2010-11)                              | Место |
| ------------------------------------------- | ----- |
| Австралия (ARIA)                            | 1     |
| Австрия (Ö3 Austria Top 40)                 | 2     |
| Бельгия/Фландрия (Ultratop 50)              | 6     |
| Бельгия/Валлония (Ultratop 50)              | 1     |
| Канада (Billboard Canadian Hot 100)         | 1     |
| Чехия (Rádio — Top 100)                     | 5     |
| Дания (Tracklisten)                         | 12    |
| Европа (Billboard European Hot 100 Singles) | 3     |
| Финляндия (Suomen virallinen lista)         | 7     |
| Франция (SNEP)                              | 5     |
| Германия (GfK)                              | 3     |
| Венгрия (Rádiós Top 40)                     | 9     |
| Ирландия (IRMA)                             | 1     |
| Israelairplay                               | 10    |
| Нидерланды (Dutch Top 40)                   | 3     |
| Новая Зеландия (Recorded Music NZ)          | 1     |
| Норвегия (VG-lista)                         | 4     |
| Польша (Polish Airplay Top 100)             | 5     |
| Dance Top 50                                | 31    |
| Словакия (Rádio — Top 100)                  | 2     |
| Испания (PROMUSICAE)                        | 22    |
| Швеция (Sverigetopplistan)                  | 9     |
| Швейцария (Schweizer Hitparade)             | 3     |
| Великобритания (OCC UK Hip Hop/R&B)         | 1     |
| Великобритания (OCC UK Singles)             | 1     |
| США (Billboard Hot 100)                     | 2     |
| США (Billboard Pop Airplay)                 | 1     |
| США (Billboard Dance Club Songs)            | 1     |
| США (Billboard Adult Pop Airplay)           | 5     |
| США (Billboard Adult Contemporary)          | 15    |

| Чарт (2010)                              | Место |
| ---------------------------------------- | ----- |
| Australian Singles Chart                 | 3     |
| Canadian Hot 100                         | 4     |
| Dutch Singles Chart                      | 48    |
| European Hot 100 Singles                 | 20    |
| Germany (Media Control AG)               | 22    |
| UK Singles (The Official Charts Company) | 17    |
| US Billboard Hot 100                     | 9     |
| US Billboard Hot Dance Club Play         | 15    |

| Чарт (2011)              | Место |
| ------------------------ | ----- |
| Australian Singles Chart | 81    |
| Hungarian Airplay Chart  | 22    |
| US Billboard Hot 100     | 44    |

## Хронология релизов

### Радио
| Страна         | Дата         | Формат      |
| -------------- | ------------ | ----------- |
| США            | 1 июня 2010  | Top 40      |
| Великобритания | 16 июля 2010 | Urban radio |

### Обычный релиз
| Страна         | Дата            | Формат           | Лейбл           |
| -------------- | --------------- | ---------------- | --------------- |
| Германия       | 30 июля 2010    | Digital download | Universal Music |
| Италия         | 30 июля 2010    | Digital download | Universal Music |
| Швейцария      | 30 июля 2010    | Digital download | Universal Music |
| Нидерланды     | 6 августа 2010  | Digital download | Universal Music |
| Германия       | 20 августа 2010 | CD single        | Universal Music |
| Великобритания | 23 августа 2010 | Digital download | Island Records  |
| Великобритания | 24 августа 2010 | CD single        | Island Records  |

## Кавер Чайны Энн Макклейн
«Dynamite» — кавер Чайны Энн Макклейн, который был выпущен в цифровом формате для магазинов Amazon и ITunes 26 июля 2011 года Walt Disney Records. Песня собрала $ 1,29. Он служил в качестве первого сингла с альбома A.N.T. Farm. Песня говорит о ярких танцах на вечеринке. Клип на песню был выпущен в тот же день в виде цифрового скачивания. Видео также получает частые ротации на канале Disney Channel. Чайна Энн Макклейн исполнила эту песню в серии телесериала Высший класс (англ. A.N.T. Farm). Полная версия песни доступна в альбоме.

### Клип
На песню был снят клип. Он впервые был выпущен 22 июля 2011 года и показан на Disney Channel 24 июля 2011 года. Клип показывает, Чайну Энн Макклейн на прослушивании, исполняя этот танцевальный трек. Он начинает медленно и нормально петь, не привлекая внимание судей. Однако, впоследствии, она выполняет песню с такой страстью и энергией, что она привлекает людей в зале, который когда-то был пустой, также она обратила на себя внимание судей (судей играют актёры, которые исполняли основные роли в сериале Высший класс) Видео также было выпущено на официальном канале VEVO 26 июля 2011 года, и за четыре дня до этого на Disney Channel после просмотра нового эпизода серии. В видео Макклейн находится на прослушивание со своей командой сериала Высший класс, в роли судей. Затем она начинает петь песню, и превращает прослушивание в мини-концерт, и получает овации зала, который пришёл на её песню.

### Живые выступления
Чайна Энн Макклейн исполнила эту песню 22 августа 2011 года на акустической гитаре в сериале Высший класс, где она сыграла главную роль — Чайны Паркс.